# Малый Пунд
Малый Пунд, Келлъярви — пресноводное озеро на территории Кестеньгского сельского поселения Лоухского района Республики Карелии.

## Общие сведения
Площадь озера — 1,1 км². Располагается на высоте 112,0 метров над уровнем моря.
Форма озера практически округлая: лишь немного вытянуто с юго-запада на северо-восток. Берега каменисто-песчаные, преимущественно заболоченные.
Через Малый Пунд течёт река без названия, протекающая выше течением через озеро Большой Пунд и впадающая с левого берега в реку Пундому, которая, в свою очередь, впадает в Пяозеро.
Населённые пункты и автодороги вблизи водоёма отсутствуют.
Код объекта в государственном водном реестре — 02020000411102000000605.